# Contea di Fanshi
La contea di Fanshi (繁峙县S, Fánshì XiànP) è una contea della Cina, situata nella provincia dello Shanxi e amministrata dalla prefettura di Xinzhou.